# Jürgen Stritzke
Jürgen Stritzke (* 13. Dezember 1937 in Dresden) ist ein deutscher Bauingenieur und Hochschullehrer.

## Leben
Nach dem Besuch der Oberschule in Dresden-Reick (seit 1994 Julius-Ambrosius-Hülße-Gymnasium) studierte Stritzke von 1955 bis 1962 das Bauingenieurfach an der TH Dresden. Lange vor Beendigung seines Studiums avancierte er zum Schweißfachingenieur am Zentralinstitut für Schweißtechnik in Halle (1958), wirkte als Hilfsassistent am Lehrstuhl von Gustav Bürgermeister (1906–1983) und verfasste dort eine Diplomarbeit über orthotrope Platten.

## Berufliche Tätigkeit
Danach arbeitete Stritzke als Diplomingenieur für die Firma Hünich & Löwe, Maschinen- und Stahlbau Dresden (heute Maschinen- und Stahlbau Dresden – einer Niederlassung der Herrenknecht-Gruppe), wo er alsbald zum Kollektivleiter für Statik und Konstruktion ernannt wurde und eine Reihe spezieller Torsions- und Stabilitätsprobleme löste. Durch die Lehrveranstaltungen über Statik, Stahlbau und Stabilität von Gustav Bürgermeister, dem Nachfolger Kurt Beyers (1881–1952) an der TH Dresden war Stritzke dafür gut ausgebildet. Aber seine Interessen an den Herausforderungen des Stahlbetonbaus, speziell des Spannbetonbaus, waren größer als die des Stahlbaus. Während in der Bundesrepublik Deutschland das Traglastverfahren noch eine untergeordnete Rolle spielte, vollzog sich in den frühen 1960er Jahren im Stahlbetonbau der DDR ein von Willy Gehler (1876–1953) entwickelter Paradigmenwechsel von der Elastizitäts- zur Plastizitätstheorie, der auch den aufstrebenden Spannbetonbau beflügelte. Insbesondere bei der Durchsetzung der auf dem Traglastverfahren basierenden Bemessungstheorie im Stahlbetonbau (n-freies Bemessungsverfahren) war Gottfried Brendel (1913–1965) von der TU Dresden führend. Nach dem frühen Tod von Brendel führte Jürgen Stritzke dessen Arbeit in der Stahlbetonforschung der DDR fort.
1965 war er Projektleiter am Institut zur Berechnung massiver Ingenieurbauten der TU Dresden. Im Jahr 1966 wurde er Assistent am von 1969 bis 1986 von Siegfried Schröder geleiteten Lehrstuhl für Stahlbeton- und Spannbetonbau der TU Dresden. 1974 promovierte Stritzke über das Thema einer wirklichkeitsnahen Erfassung des Spannungs- und Formänderungsverhaltens vorgespannter Plattenbalken. das er weiter vertiefte. Das Fachgebiet Massivbrückenbau in Lehre und Forschung übernahm er 1987, 1981 wurde er Facultas Docendi für Massivbrückenbau und 1989 Oberassistent. Seit 1992 ist Stritzke Professor für Massivbrückenbau und leitete zwischen 1992 und 1994 die Geschäftsführung des Lehrstuhls Stahlbeton- und Spannbetonbau. Zwischen 1997 und 2000 war er Dekan der Fakultät Bauingenieurwesen, seit 2003 ist er Emeritus.
Jürgen Stritzke transformierte und erweiterte die Vorteile der Theoriebildung im Stahlbau auf die Spezifik des Stahlbetonbaus. Davon zeugen seine Beiträge zur Theorie des Plattenbalkens, die er auf Modellversuche abstützte und in Form von Hilfsmitteln für die Ingenieurpraxis aufbereitete.

## Würdigung
Von den rund 100 Veröffentlichungen Jürgen Stritzkes ist insbesondere seine Mitautorschaft an der 19., vollständig neubearbeiteten Auflage des 1925 von Benno Löser (1878–1944) begründeten Buchwerks. hervorzuheben. Ein früher Beitrag zur Historiografie der Bautechnik ist Jürgen Stritzkes Mitarbeit an der 1988 erstellten Broschüre über das Schaffen Benno Lösers, die zwei Jahre später eine erweiterte Auflage erlebte. Auch das von Gerhard Mehlhorn und Manfred Curbach herausgegebene ’'Handbuch Brücken’’ wurde von ihm bereichert. Viele Fachleute schätzen Jürgen Stritzke ob seiner Konzilianz, aber auch ob seiner Streitbarkeit. So schaltete er sich mit Verve in die Debatte um die Dresdner Waldschlößchenbrücke ein.
Stritzkes größtes Verdienst jedoch ist das 1991 von ihm initiierte Dresdner Brückenbausymposium, das alljährlich Anfang März an der TU Dresden stattfindet und sich schon seit vielen Jahren zur ersten Adresse der Königsdisziplin des Konstruktiven Ingenieurbaus in Mitteleuropa entwickelt hat, in der sich Ingenieurpraxis mit den Bauingenieurwissenschaften, den Auftraggebern und dem studentischen Nachwuchs treffen. Seine alljährliche Nachberichterstattung über das Dresdner Brückenbausymposiums in der Zeitschrift Stahlbau kann als umfassender Sachstandsbericht des deutschen Brückenbaus in konziser Gestalt gelten.

## Ehrungen
Für seine Verdienste als Spiritus Rector des Dresdners Brückenbausymposiums wurde Jürgen Stritzke 2005 vom Oberbürgermeister seiner Heimatstadt mit dem Dresden Congress Award ausgezeichnet. Fünf Jahre später verlieh ihm die Bundesingenieurkammer (BIngK) auf dem 20. Dresdner Brückenbausymposium für sein Engagement der 2007 begründeten Reihe „Wahrzeichen der Ingenieurbaukunst in Deutschland“ der BIngK die Ehrenmedaille. Eine weitere Ehrenmedaille nahm Jürgen Stritzke von seiner Alma Mater entgegen. Im Rahmen des 29. Dresdner Brückenbausymposiums am 11./12. März 2019 zeichnete die Ingenieurkammer Sachsen Jürgen Stritzke mit der Wackerbarth-Medaille aus.